# محمد ابراهیم قاسمی
محمد ابراهیم قاسمی (زاده: ۱۳۳۶، ولایت وردک) سیاست‌مدار افغانستانی و نماینده مردم کابل در دوره پانزدهم مجلس نمایندگان افغانستان است. وی در دوره پانزدهم مجلس نمایندگان عضو کمیسیون سمع شکایات مجلس افغانستان بود.

## زندگی‌نامه
محمد ابراهیم قاسمی متولد ۱۳۳۶ از ولایت وردک افغانستان است. وی تحصیلات ابتدایی خود را در مدرسه محمود هوتک و دوره تعلیمات متوسطه و دبیرستان خود را در لیسه/دبیرستان محمود طرزی به پایان رساند. وی پس از پایان تحصیلات مدرسه به دانشکده مهندسی دانشگاه کابل راه یافت اما نتوانست تحصیلات خود را به پایان رساند اما پس از سقوط طالبان وی توانست در سال ۱۳۹۱ از دانشکده اقتصاد دانشگاه کابل فارغ‌التحصیل شود. با شروع جنگ در افغانستان وی مدتی در جبهه جنگ حضور داشت و پس از مدتی به کانادا مهاجرت کرد و پس از ۲۱ سال زندگی در کانادا به افغانستان بازگشت. در سال ۱۳۹۳ به عنوان معاون دفتر شورای امنیت ملی تعیین شد و تا سال ۱۳۹۶ در این سمت فعالیت می‌کرد.

## انتخابات مجلس ۱۳۹۷
وی خود را برای دوره هفدهم مجلس نمایندگان از طرف مردم کابل مجدداً کاندید کرد.

## دیگر فعالیت‌ها
- ریاست جامعه اسلامی افغانستانی‌ها در کانادا.[۲]